# Com Lag (2plus2isfive)
COM LAG (2plus2isfive) é o oitavo EP da banda Radiohead, lançado a 24 de Março de 2004.
Possui muitos dos lados B de singles lançados no álbum Hail to the Thief, e ainda remixes de Cristian Vogel e Four Tet.
Na capa do EP está uma frase "はい、チーズ。" ("Hai, chiizu."), que em inglês significa "say cheese". A citação na contracapa do disco diz: "I travelled all over the world. I stayed in the best hotels, visited the best beaches and I had access to beautiful women, champagne and caviar. No, I don't regret a minute of it." (Tradução)"Eu viajei por todo o mundo. Eu fiquei nos melhores hotéis, visitei as melhores praias e tive acesso a belas mulheres, champanhe e caviar. Não, eu não me arrependo um minuto."
é do espião John Symonds.
| Críticas profissionais                                                      | Críticas profissionais |
| Avaliações da crítica                                                       | Avaliações da crítica  |
| Fonte                                                                       | Avaliação              |
| --------------------------------------------------------------------------- | ---------------------- |
| allmusic                                                                    | [ 2 ]                  |
| Pitchfork                                                                   | (4.0/10)               |
| Esta tabela precisa de ser acompanhada por texto em prosa. Consulte o guia. |                        |

## Faixas
1. "2+2=5" (Ao vivo em Earls Court, London, 26 de Novembro, 2003) – 3:36
2. "Remyxomatosis" (Remix de Cristian Vogel) – 5:11
3. "I Will" (Versão Los Angeles) – 2:15
4. "Paperbag Writer" – 4:01
5. "I Am a Wicked Child" – 3:08
6. "I Am Citizen Insane" – 3:34
7. "Skttrbrain" (Remix de Four Tet) – 4:28
8. "Gagging Order" – 3:37
9. "Fog (Again)" (Ao vivo) – 2:21
10. "Where Bluebirds Fly" – 4:25